# جيم ألدر
جيم ألدر (بالإنجليزية: Jim Alder) هو عداء مراثوني بريطاني، ولد في 10 يونيو 1940 في غلاسكو في المملكة المتحدة.

## وصلات خارجية
- جيم ألدر على موقع الاتحاد الدولي لألعاب القوى (الإنجليزية)
- جيم ألدر على موقع اللجنة الأولمبية الدولية (الإنجليزية)
- جيم ألدر على موقع أوليمبيديا (الإنجليزية)
- جيم ألدر على موقع اتحاد ألعاب الكومنولث (مؤرشف) (الإنجليزية)